# Европско првенство у атлетици у дворани 2015 — 1.500 метара за жене
Такмичење у трчању на 1.500 метара у женској конкуренцији на 33. Европском првенству у у дворани 2015. у Прагу одржано је 7. и 8. марта у мулти-спортској 02 Арени.
Квалификациона норма за учешће на Првенству износила је 4:15,00 минуте.
Титулу освојену у Гетеборгу 2013. није бранила Абеба Арегави из Шведске.

## Земље учеснице
Учествовало је 11 такмичарки из 9 земаља.
1. Бугарска (1)
2. Италија (1)
3. Немачка (1)
4. Пољска (3)
5. Румунија (1)
6. Словенија (1)
7. Уједињено Краљевство (1)
8. Холандија (1)
9. Чешка (1)

## Рекорди
| Рекорди пре почетка Европског првенства 2015. | Рекорди пре почетка Европског првенства 2015. | Рекорди пре почетка Европског првенства 2015. | Рекорди пре почетка Европског првенства 2015. | Рекорди пре почетка Европског првенства 2015. | Рекорди пре почетка Европског првенства 2015. |
| --------------------------------------------- | --------------------------------------------- | --------------------------------------------- | --------------------------------------------- | --------------------------------------------- | --------------------------------------------- |
| Светски рекорд                                | Гензебе Дибаба                                | Етиопија                                      | 1:55,17                                       | Карлсруе, Немачка                             | 1. фебруар 2014.                              |
| Европски рекорд                               | Абебе Арегави                                 | Шведска                                       | 3:57,91                                       | Стокхолм, Шведска                             | 6. фебруар 2014.                              |
| Рекорди европских првенстава                  | Дојна Мелинте                                 | Румунија                                      | 4:02,54                                       | Пиреј, Грчка                                  | 3. март 1985.                                 |
| Најбољи светски резултат сезоне у дворани     | Сифан Хасан                                   | Холандија                                     | 4:02,57                                       | Карлсруе, Немачка                             | 31. јануар 2015.                              |
| Најбољи европски резултат сезоне у дворани    | Сифан Хасан                                   | Холандија                                     | 4:02,57                                       | Карлсруе, Немачка                             | 31. јануар 2015.                              |

## Најбољи европски резултати у 2015. години
Десет најбољих европских такмичарки у трци на 1.500 метара у дворани 2015. године пре почетка првенства (5. марта 2015), имале су следећи пласман на европској и светској ранг листи. (СРЛ)
| 1.  | Сифан Хасан          | Холандија            | 4:02,57 | 31. јануар | 1. СРЛ  |
| 2.  | Федерика Дел Буоно   | Италија              | 4:08,47 | 7. фебруар | 5 СРЛ   |
| 3.  | Рената Плиш          | Пољска               | 4:08,95 | 7. фебруар | 6. СРЛ  |
| 4.  | Катажина Броњатовска | Пољска               | 4:09,22 | 7. фебруар | 7. СРЛ  |
| 5.  | Морин Костер         | Холандија            | 4:11,36 | 7. фебруар | 11. СРЛ |
| 6.  | Sofia Ennaoui        | Пољска               | 4:11,95 | 7. фебруар | 14. СРЛ |
| 7.  | Ангелика Ћихоцка     | Пољска               | 4:11,96 | 31. јануар | 15. СРЛ |
| 8.  | Хана Клајн           | Немачка              | 4:12,06 | 7. фебруар | 16. СРЛ |
| 9.  | Роузи Кларк          | Уједињено Краљевство | 4:12,18 | 14 фебруар | 17. СРЛ |
| 10. | Ана Шчагина          | Русија               | 4:12,27 | 7. фебруар | 18. СРЛ |

Такмичарке чија су имена подебљана учествовале су на ЕП.

## Сатница
| Датум         | Време | Ниво          |
| ------------- | ----- | ------------- |
| 7. март 2015  | 11:15 | Квалификације |
| 8. март 2015. | 16:10 | Финале        |

## Освајачи медаља
|                       |                         |                            |
| Сифан Хасан Холандија | Ангелика Ћихоцка Пољска | Федерика Дел Буоно Италија |

## Резултати

### Финале
Због малог броја пријављених није било квалификација, а све пријављене су учествовале у финалу.
| Место | Такмичарка            | Земља                | ЛР      | ЛРС     |  | Резултат | Белешка |
| ----- | --------------------- | -------------------- | ------- | ------- |  | -------- | ------- |
|       | Сифан Хасан           | Холандија            | 4:00,46 | 4:04,46 |  | 4:09,04  |         |
|       | Ангелика Ћихоцка      | Пољска               | 4:06,44 | 4:06,44 |  | 4:10,53  |         |
|       | Федерика Дел Буоно    | Италија              | 4:08,87 | 4:08,87 |  | 4:11,61  |         |
| 4.    | Катажина Броњатовска  | Пољска               | 4:09,01 | 4:09,22 |  | 4:12,71  |         |
| 5.    | Геза Фелиситас Краузе | Немачка              | 4:12,46 | 4:12,45 |  | 4:15,40  |         |
| 6.    | Роузи Кларк           | Уједињено Краљевство | 4:12,18 | 4:12,18 |  | 4:16,49  |         |
| 7.    | Дијана Мезулијаникова | Чешка                | 4:17,48 | 4:17,48 |  | 4:16,93  | ЛР      |
| 8.    | Рената Плиш           | Пољска               | 4:07,10 | 4:08,95 |  | 4:16,96  |         |
| 9.    | Флорина Пјердевара    | Румунија             | 4:16,01 | 4:16,01 |  | 4:17,05  |         |
| 10.   | Соња Роман            | Словенија            | 4:16,01 | 4:16,01 |  | 4:20,85  |         |
| 11.   | Силвија Данекова      | Бугарска             | 4:16,04 | 4:16,04 |  | 4:25,44  |         |

Подебљани лични рекорди су и национални рекорди земље коју такмичарка представља

### Пролазна времена
- 400 м — Сифан Хасан —  1:04,04
- 800 м — Сифан Хасан —  2:11,85
- 1.200 м — Сифан Хасан — 3:20,30